# 박작성
박작성(泊灼城)은 고구려의 성 중의 하나로, 현재 단둥 시에서 20km 떨어진 호산(虎山)에 위치하고 있었다. 지금은 중국의 통일적 다민족 국가론에 입각한 공정 연구의 일환인 동북공정으로 인해 모두 철거되고 만리장성의 일부라고 하면서 호산장성(虎山長城)이라 이름하여 지금은 이 박작성 성터를 볼 수는 없다.